# Казахстанско-мавританские отношения
Казахстанско-мавританские отношения — двусторонние дипломатические отношения между Казахстаном и Мавританией, установленные 28 апреля 1993 года.

## История
До 1991 года отношения между Казахстаном и Мавританией развивались в рамках отношений между Мавританией и СССР 28 апреля 1993 года были установлены дипломатические отношения между Казахстаном и Мавританией. В 2021 году отмечалось, что в Казахстане не было посольства Мавритании.